# Пушкін Юхим Григорович
Юхи́м Григо́рович Пу́шкін (справжнє прізвище Чу́шкін; 28 січня 1899 — 11 березня 1944) — радянський воєначальник, генерал-лейтенант танкових військ. Член компартії з 1920 року. Герой Радянського Союзу (1941).

## Біографія
Народився в сім'ї селянина в селі Крутец Малиновської волості Сердобського повіту (нині Ртищевський район Саратовської області). У 1914–1918 роках працював в Астрахані на рибних промислах. У Червоній Армії з 1918 року. У 1918—1920 роках воював на фронтах громадянської війни, у 1923–1925 роках брав участь у розгромі басмачів у Туркестані спочатку рядовим кавалеристом, потім командиром відділення, взводу і, нарешті, шабельного ескадрону. Закінчив курси вдосконалення командно-начальницького складу в Ленінграді. З 1934 року в бронетанкових військах.
Німецько-радянська війна застала Ю. Г. Пушкіна у Львові, на посаді командира танкової дивізії. Воював з німцями на Південному, Південно-Західному, Сталінградському і 3-му Українському фронтах. Брав участь в обороні Бердичева, Умані, Дніпра, Сталінградській битві, захопленні Донбасу і Правобережної України.
У боях під Дніпропетровськом, що тривали з 19 по 25 серпня 1941, 8-а танкова дивізія 4-го механізованого корпусу полковника Пушкіна знищила 80 ворожих танків і багато іншої бойової техніки і живої сили противника. Впертій обороною плацдарму танкісти забезпечили нашим військам планомірний відхід за Дніпро і заняття оборони на лівому березі річки.
Указом Президії Верховної Ради СРСР від 9 вересня 1941 Юхиму Григоровичу Пушкіну за зразкове і вміле керівництво, особисту мужність під час оборони міста Дніпропетровська було присвоєно звання Героя Радянського Союзу.
За ряд успішно виконаних операцій по розгрому ворога на підступах до Волги Ю. Г. Пушкіну присвоїли звання генерал-лейтенанта танкових військ і призначили командувачем бронетанковими і механізованими військами Південно-Західного фронту.
За роки війни Ю. Г. Пушкін був більше 10 разів персонально відзначений в наказах Верховного Головнокомандувача СРСР Й. В. Сталіна. Вперше в січні 1942 року за звільнення Барвінкове.
Загинув 11 березня 1944 року в результаті осколкового поранення під час авіанальоту на селище Баштанка під Миколаєвом, де розташовувався командний пункт танкового корпусу. Його прах покоїться на Жовтневому меморіальному кладовищі (на західному боці сучасної Соборної площі) міста Дніпро.

### Сім'я
Дружина — Клавдія Іванівна. Вона до кінця зберігала в своїй квартирі-музеї реліквії, що свідчать про життя та подвиг Юхима Григоровича. Померла Клавдія Іванівна 16 січня 1984 на 83-му році життя, похована на Сурсько-Литовському цвинтарі.
Син — Віктор Юхимович Пушкін — професор, член-кореспондент НАУ, завідувач кафедри історії та політичної теорії, директор інституту гуманітарних проблем Національного гірничого університету.
Онука — Пушкіна Олена Вікторівна — кандидат історичних наук, доктор юридичних наук, директор інституту права Дніпропетровського університету економіки та права.

## Нагороди
- Герой Радянського Союзу (9 листопада 1941 р.)
- Орден Леніна (1941)
- Орден Вітчизняної війни 1-го ступеня (два)
- Орден Червоного Прапора (1942)
- Орден Суворова 2-го ступеня (два) (1943)
- Орден Кутузова 2-го ступеня (1944)
- Інші нагороди.

## Пам'ять
- У місті Дніпро є вулиця Генерала Пушкіна.
- У селищі Межове вулицю Пушкіна перейменували на вулицю Юхима Пушкіна.
- У жовтні 1980 року біля Крутецького Будинку культури було відкрито пам'ятник Ю. Г. Пушкіну. У травні 2003 року пам'ятник був перенесений до будівлі Крутецької неповної середньої школи.

## Світлини

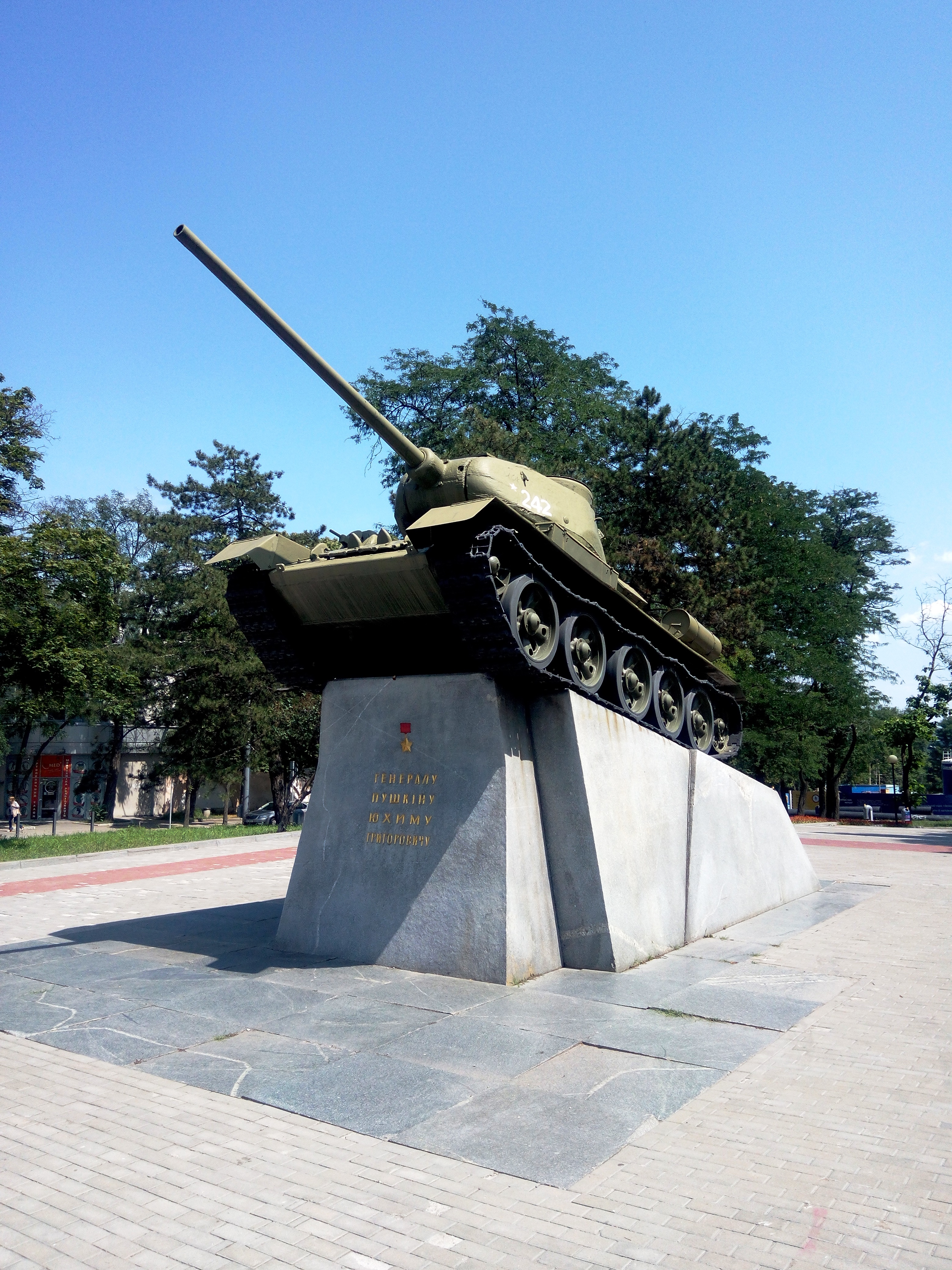
Пам'ятник Ю. Г. Пушкіну в Дніпрі. Демонтований 04.01.2023 р.
Погруддя Ю. Г. Пушкіна в селі Крутець Ртищевського району Саратовської області
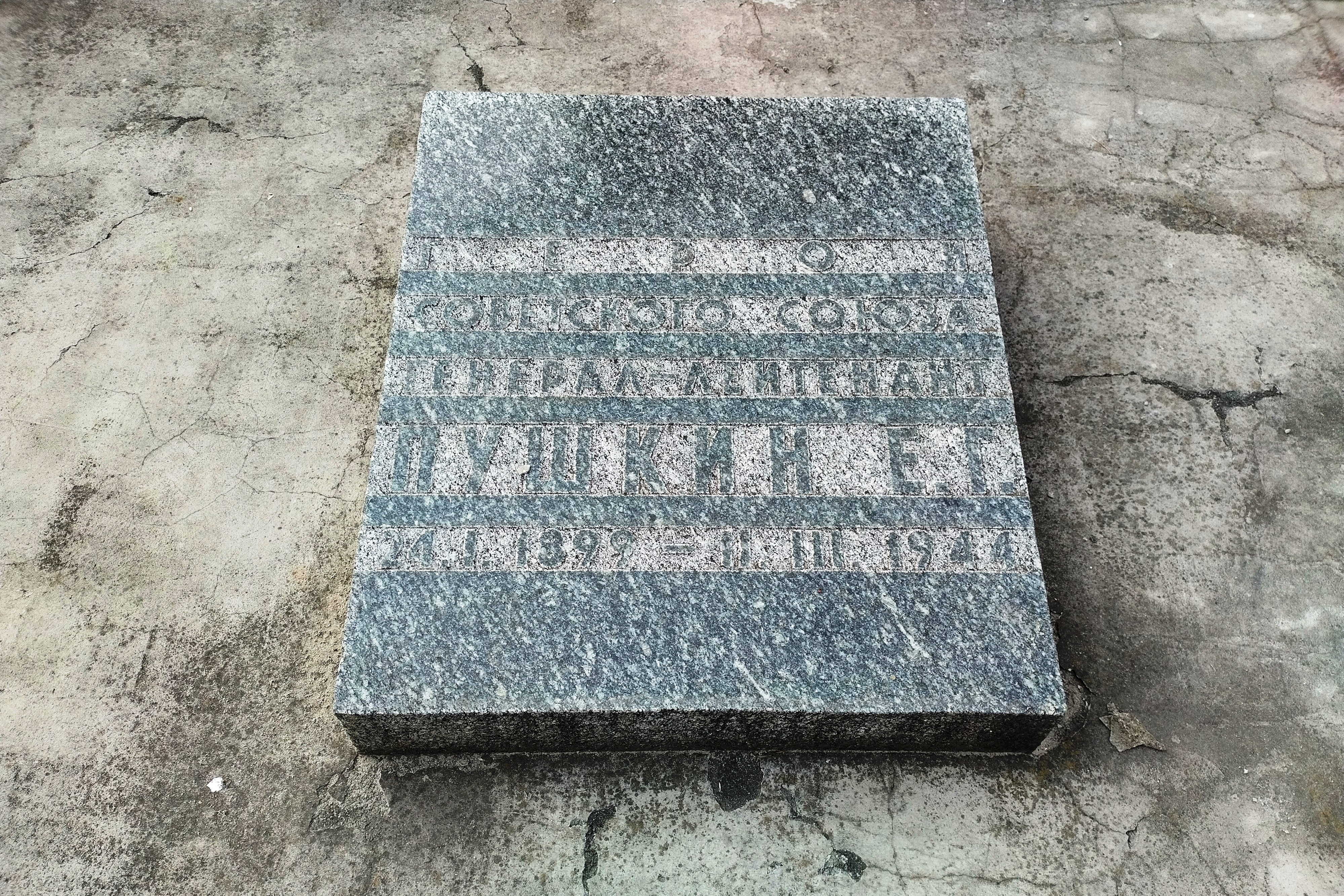
Могила Ю. Г. Пушкіна в парку Соборній площі в Дніпрі